# 天主教薩吉諾教區
天主教薩吉諾教區（拉丁語：Dioecesis Saginavensis）是美國一個羅馬天主教教區。此教區屬底特律總教區，成立於1938年2月26日。
教區範圍包括密西根下半島東北部，教座位於薩吉諾。2010年有教友146,200人、一百零六個堂區、九十九名司鐸。現任主教為羅勃·D·格魯斯。